# Wolfgang Weber (Schachspieler)

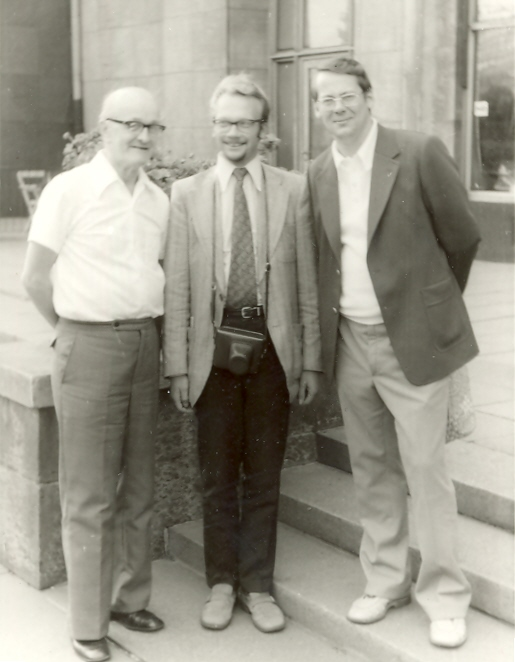
Wolfgang Weber, Friedrich Chlubna, Manfred Zucker in Dresden

Alexander Wolfgang Weber (* 18. März 1909 in Markersdorf (Kreis Rochlitz); † 1. Juli 1981 in Karl-Marx-Stadt) war ein deutscher Selbstmattkomponist und Autor im Schach.

## Schachkomposition
Auf die Schachkomposition aufmerksam wurde Weber durch die Schachecken in Chemnitzer Zeitungen: In der Chemnitzer Allgemeinen Zeitung leitete Walter Schlüter damals die Rubrik Chemnitzer Wochenschach, im Chemnitzer Tageblatt war Eduard Birgfeld Schachredakteur.
Der erste Urdruck Webers erschien am 4. Juli 1926 in der Chemnitzer Allgemeinen Zeitung, ein Selbstmatt-Task im Rahmen einer Anregung des Redakteurs. Zeit seines Lebens widmete Weber seine Aufmerksamkeit diesem Genre und komponierte nur wenige Aufgaben anderen Typs. Seine Selbstmatts mit einzügigem Satzspiel wurden in internationalen Fachkreisen als vom Weber-Typ bezeichnet, heutzutage sind sie besser als Fata morgana bekannt.
Von seinen mehr als 750 Kompositionen wurden 11 in die FIDE-Alben aufgenommen.
|   | a | b | c | d | e | f | g | h |   |
| 8 |   |   |   |   |   |   |   |   | 8 |
| 7 |   |   |   |   |   |   |   |   | 7 |
| 6 |   |   |   |   |   |   |   |   | 6 |
| 5 |   |   |   |   |   |   |   |   | 5 |
| 4 |   |   |   |   |   |   |   |   | 4 |
| 3 |   |   |   |   |   |   |   |   | 3 |
| 2 |   |   |   |   |   |   |   |   | 2 |
| 1 |   |   |   |   |   |   |   |   | 1 |
|   | a | b | c | d | e | f | g | h |   |

Lösung:
Wäre Schwarz am Zug, dann müsste er mit Txh3 matt setzen, denn andere Züge sind wegen der beiden Fesselungen ausgeschlossen. Da Weiß keinen Wartezug hat, ist das einzügige Satzmatt nicht zu realisieren. Paradox, wie so oft in der Fata morgana, wird die im Satzspiel mattsetzende Figur geschlagen:
1. Kg3! Ke3

2. Kxh2+ Kd4

3. Txe4+ Kxe4

4. Dg4+ Sxg4 matt

## Schachspieler
Weber war ein eifriger und begeisterter Partiespieler der Leistungsklasse I. Er spielte für Plauen und in seinen letzten Jahren freie Partien an den Spielabenden von Lok Karl-Marx-Stadt (heute: USG Chemnitz).
|   | a | b | c | d | e | f | g | h |   |
| 8 |   |   |   |   |   |   |   |   | 8 |
| 7 |   |   |   |   |   |   |   |   | 7 |
| 6 |   |   |   |   |   |   |   |   | 6 |
| 5 |   |   |   |   |   |   |   |   | 5 |
| 4 |   |   |   |   |   |   |   |   | 4 |
| 3 |   |   |   |   |   |   |   |   | 3 |
| 2 |   |   |   |   |   |   |   |   | 2 |
| 1 |   |   |   |   |   |   |   |   | 1 |
|   | a | b | c | d | e | f | g | h |   |

Um den Mannschaftskampf noch zu gewinnen, durfte diese Partie nicht verloren gehen. „Da kam mir Caissa plötzlich zu Hilfe und schlug meinen Gegner für Augenblicke mit Schachblindheit“, meinte Weber. Nach

1. d6 Tb5+

2. Ke6? erzwang Sc5+ Dauerschach:

3. Ke7 Tb7+

4. Ke8 Tb8+

5. Ke7 Tb7+

6. d7 Txd7+

7. Ke8 Td8+ remis. Der Turm ist indirekt durch die Springergabel auf e6 gedeckt. „Und wieder ist ein halber Punkt verschenkt“, kommentierte Kurt Richter in seiner Rubrik Hohe Schule der Kombination.

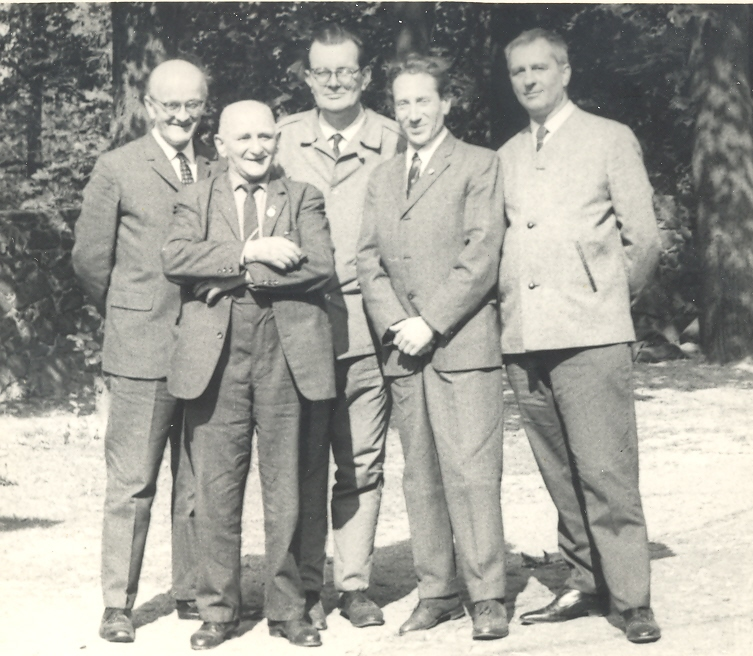
Kommission für Probleme und Studien: Wolfgang Weber, Kurt Galke, Karl Pohlheim, Erwin Masanek, Helmut Klug (v. l. n. r.)

## Funktionär
Er war Gründungsmitglied der am 20. Oktober 1957 ins Leben gerufenen Kommission für Probleme und Studien im Deutschen Schachverband und über 10 Jahre lang ihr Vorsitzender. Damit gehörte er auch der Ständigen Kommission für Schachkomposition bei der FIDE an. 1958 wurde er Internationaler Preisrichter für Schachkomposition.
Bei der Zusammenstellung der FIDE-Alben fungierte er dreimal als Turnierdirektor und zweimal als Albumrichter.

## Privat
Bis 1937 lebte Weber in Chemnitz. Nach dem Reifezeugnis am Chemnitzer Realgymnasium arbeitete er ab 1927 als Angestellter in der Finanzverwaltung. Bald nach seiner Übersiedelung nach Plauen wurde er zum Kriegsdienst einberufen und geriet in Gefangenschaft.
Nach dem Krieg arbeitete er zunächst als Transport-, Bau- und Straßenarbeiter, später bei der SDAG Wismut. 1953 begann er ein Pädagogikstudium in Halle, von 1954 bis 1956 unterrichtete er in einer Grundschule. Aus gesundheitlichen Gründen musste er diese Stelle aufgeben.
Er hatte aus zweiter Ehe eine Tochter.
Im März 1970 kehrte er nach Karl-Marx-Stadt zurück. Erst 1979 ging er in den Ruhestand.